# Hanoi Rocks
Hanoi Rocks war eine finnische Rockband. Musikalisch war die Gruppe von Künstlern wie den New York Dolls, The Stooges und The Rolling Stones beeinflusst. Ihr Stil vereinigte Elemente von Blues, Surf Rock, Punk Rock, Heavy Metal und Glam Rock. Die Texte handeln oft von Leid und Liebe sowie vorstädtischer Entfremdung.

## Geschichte
Hanoi Rocks wurde 1980 in Helsinki von den Schulfreunden Andy McCoy (geboren als Antti Hulkko) und Nasty Suicide (Jan Stenfors) gegründet. Später wurde sie verstärkt durch Sänger Michael Monroe (Matti Fagerholm), Bassist Sam Yaffa (Sami Takamäki) und Schlagzeuger Gyp Casino (Jesper Sporre). 1981 zog sie nach Stockholm und 1982 nach London, um von der dortigen lebendigeren Musikszene zu profitieren. Später in diesem Jahr wurde Casino aus der Band ausgeschlossen, um durch den auf der Isle of Wight aufgewachsenen Engländer Nicholas „Razzle“ Dingley ersetzt zu werden.
Obwohl die Band niemals in den Genuss bedeutenden kommerziellen Erfolgs kam, war ein beträchtlicher Kult um sie entstanden. Auch von Kritikerseite ernteten sie für ihren „sleazy“ (dt. schlampig, locker), aber melodischen Musikstil nicht wenig Anerkennung. Sie wurden als Einfluss erfolgreicher Bands wie etwa Guns n’ Roses angeführt.
1983 unterzeichnete die Band bei CBS Records und es schien, als wäre dies der Anfang des kommerziellen Erfolges. Die Katastrophe aber brach herein, als Razzle im Dezember 1984 bei einem Autounfall in Hollywood, Kalifornien, getötet wurde. Er saß in einem Wagen, der von Vince Neil, dem Sänger der Band Mötley Crüe, gefahren wurde. Obwohl Razzle durch Terry Chimes, dem Schlagzeuger auf dem ersten Album von The Clash, ersetzt wurde, kam es nicht mehr zu Aufnahmen. Zuerst verließen Yaffa und nach ihm Monroe die Band, die dann 1985 zerbrach. Die einzelnen Mitglieder verbrachten die nächsten 15 Jahre in verschiedenen kurzlebigen Projekten und erreichten, obwohl sie mit zahlreichen Künstlern wie Iggy Pop, Stiv Bators und Guns N’ Roses arbeiteten, nie wieder etwas mit ihren frühen Erfolgen Vergleichbares.
2002 reunierten Monroe und McCoy die Band, veröffentlichten ein neues Album und fingen wieder an zu touren. Im Oktober 2008 gab die Band bekannt, sich mit Ende des Jahres 2008 wieder aufzulösen. Diese Auflösung fand schließlich im April 2009 statt, nachdem die Band im Rock-Club Tavastia innerhalb von sechs Tagen acht ausverkaufte Abschiedskonzerte gegeben hatte.

## Diskografie
Urformation
- 1981: Bangkok Shocks, Saigon Shakes, Hanoi Rocks
- 1982: Oriental Beat
- 1983: Self Destruction Blues
- 1983: Back to Mystery City
- 1984: All Those Wasted Years (live)
- 1984: Two Steps from the Move
- 1984: Bangkok Shocks Saigon Shakes Hanoi Rocks + Oriental Beat (Doppel-LP)
- 1985: Rock ’n’ Roll Divorce (live)
- 1986: Dead by Christmas

Nach der Wiedervereinigung
- 2002: Twelve Shots on the Rocks
- 2005: Another Hostile Takeover
- 2007: Street Poetry
- 2008: This One’s for Rock’n Roll - The Best of Hanoi Rocks 1980–2008
- 2014: Johanna Years 1980–1984
- 2016: Mental Beat 1980-1985